# Ronde van Frankrijk 2004/Zesde etappe
De zesde etappe van de Ronde van Frankrijk van 2004 werd verreden op 9 juli 2004 tussen Bonneval en Angers.

## Verloop
Een groepje rijdt een tijd op kop, maar wordt vlak voor de finish ingehaald. Er zijn wederom valpartijen, waaronder een in de laatste kilometer. De etappezege is voor de Belg Tom Boonen. Stuart O'Grady wordt tweede en loopt in het klassement wat in op Thomas Voeckler, al staat hij nog altijd op drie minuten.
Proloog ·
1e etappe ·
2e etappe ·
3e etappe ·
4e etappe ·
5e etappe ·
6e etappe ·
7e etappe ·
8e etappe ·
9e etappe ·
10e etappe ·
11e etappe ·
12e etappe ·
13e etappe ·
14e etappe ·
15e etappe ·
16e etappe ·
17e etappe ·
18e etappe ·
19e etappe ·
20e etappe
Startlijst · Eindstanden · Afbeeldingen